# Epidendroideae
Epidendroideae — підродина родини орхідних. Багаторічні епіфітні, рідше наземні, дуже рідко ліаноподібні сапрофітні трави.
Типовий рід — Epidendrum L.
Поширені в тропічних, субтропічних і помірних областях всіх материків, в тому числі в бореальних районах Північної півкулі.

## Історія опису
Після Карла Ліннея, А. Жюсье (Jussieu, 1789), Дж. Ліндлі (Lindley, 1826), Г. Райхенбахом (Reichenbach f., 1874), Дж. Бентама (Bentham, 1881), Е. Пфітцер а (Pfitzer, 1889) і Р. Шлехтером (Schlechter, 1927) спроба створення нової системи родини Orchidaceae була зроблена в 1960 р. Л. Гараї (Garay, 1960). Автор даної системи вважає, що всі системи Orchidaceae, запропоновані в минулому, були засновані на прогресивній диференціації орхідних в лінійній послідовності, яка передбачає монофілетичність їх походження. Л. Гараї висловлює припущення про те, що родина Orchidaceae має поліфилетчне походження і визнає існування в межах родини п'яти підродин — Apostasioideae, Neottioideae, Cypripedioideae, Ophrydoideae, Kserosphaeroideae, що знаходяться на однаковій відстані від вихідної (анцестральної) групи. Пізніше назва підродини Kerosphaeroideae було Л. Гараї (Garay, 1972) змінено на Epidendroideae, а також визнана доцільність виділення в межах родини груп дво- і однотичинкових орхідей — Diandrae і Monandrae. Виділення підродин було здійснено Л. Гараї на підставі вивчення еволюції колонки та ряду інших ознак (морфологічного типу, екологічної приуроченості). На думку Л. Гараї (Garay, 1972), основна відмінність між його системою і системами попередників полягає у визнанні їм певних еволюційних ліній, представлених природними систематичними одиницями, тоді як в системах інших авторів філогенетичні лінії нерідко були роз'єднані у випадкові умовні категорії.
Деякі сучасні автори воліють ділити родину на три більш чітко окреслені підродини (іноді їх навіть зводять у ранг родин) — апостасієві, ціпріпедієві (двотичинкові) і власне орхідні (однотичинкові) з підрозділом останнього підродини (родини) на дрібніші таксономічні одиниці. Прихильником такої точки зору є П. Вермеля (Vermeulen, 1965, 1966). У межах порядку Orchidales цей автор виділяє родини Apostasiaceae, Cypripediaceae та Orchidaceae. Остання включає підродини Orchidoideae та Epidendroideae. Підродина Epidendroideae, своєю чергою, об'єднує, згідно з системою П. Вермеля, дві групи триб — Neottianthae та Epidendranthae.
Новітню систему родини Orchidaceae розробив американський вчений Р. Дресслер (Dressier, 1981). Він поділяє орхідні на шість підродин: Apostasioideae, Cypripedioideae, Orchidoideae, Spiranthoideae, Epidendroideae і Vandoideae.
Основною ознакою, що визначає приналежність триби до того чи іншого підродини в системі Р. Дресслера, як і в роботах багатьох його попередників, є будова колонки та характер розташування пильника і рильця. Найбільша кількість триб включає підродина Epidendroideae. Оскільки система Р. Дресслера розроблена до подтриб, що значно полегшує визначення місця тих чи інших родів у родині орхідних, вона найзручніша для користування. За визначенням самого автора, головною особливістю, що відрізняє його систему від інших систем, є виокремлення орхідей з поллиній більш-менш м'якої консистенції в окремий таксон.

## Біологічний опис

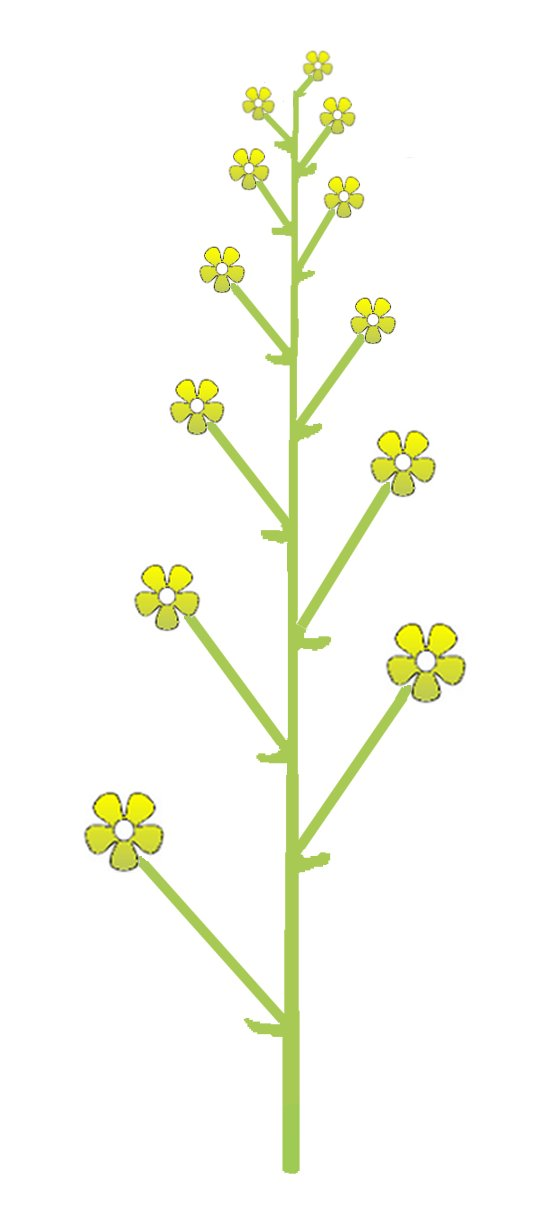
Схема суцвіття (китиця) в підродини Epidendroideae

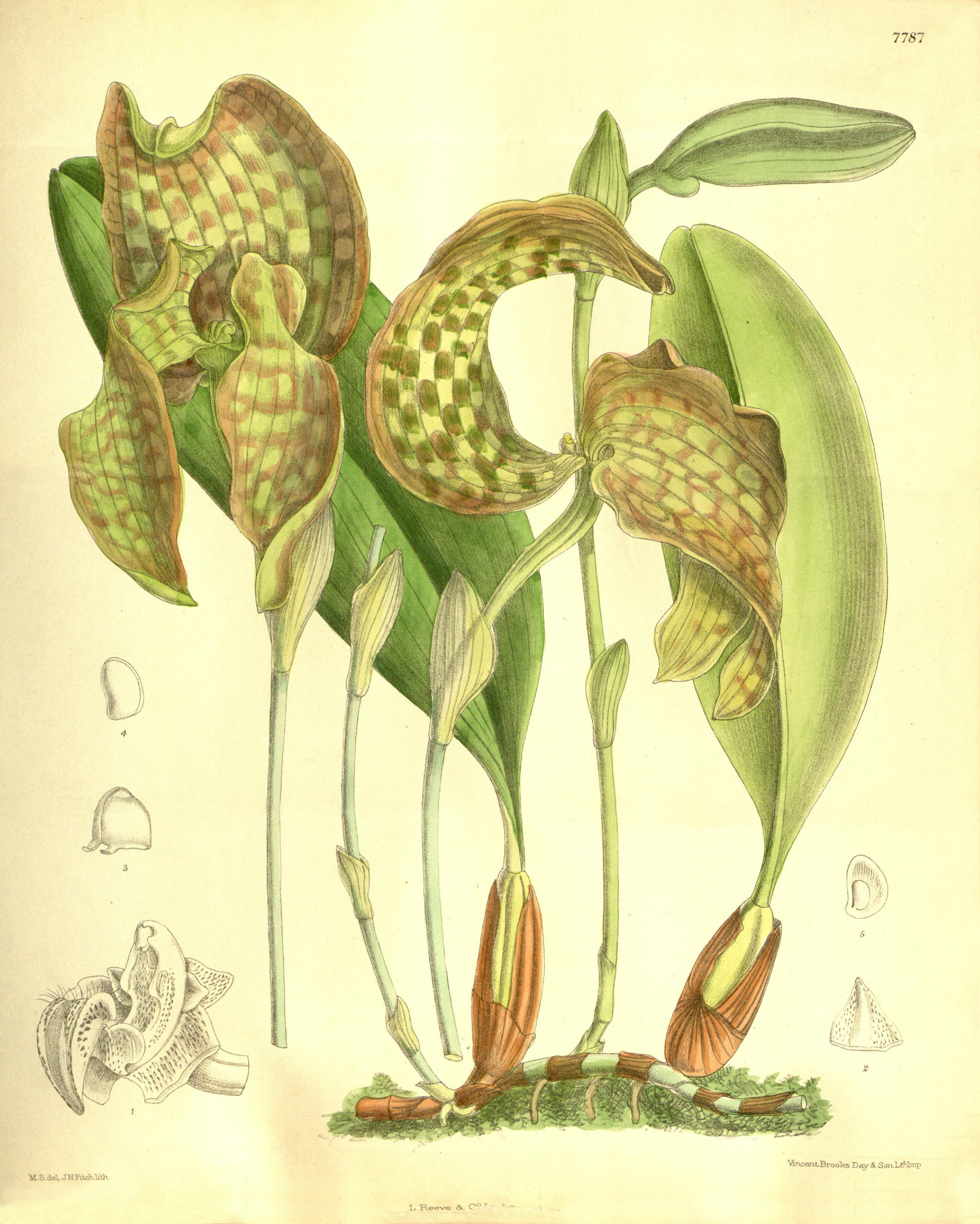
Симподіальний тип пагона в Bulbophyllum grandiflorum. Curtis's botanical magazine vol. 127 ser. 3 nr. 57 tab. 7787, 1901 р.

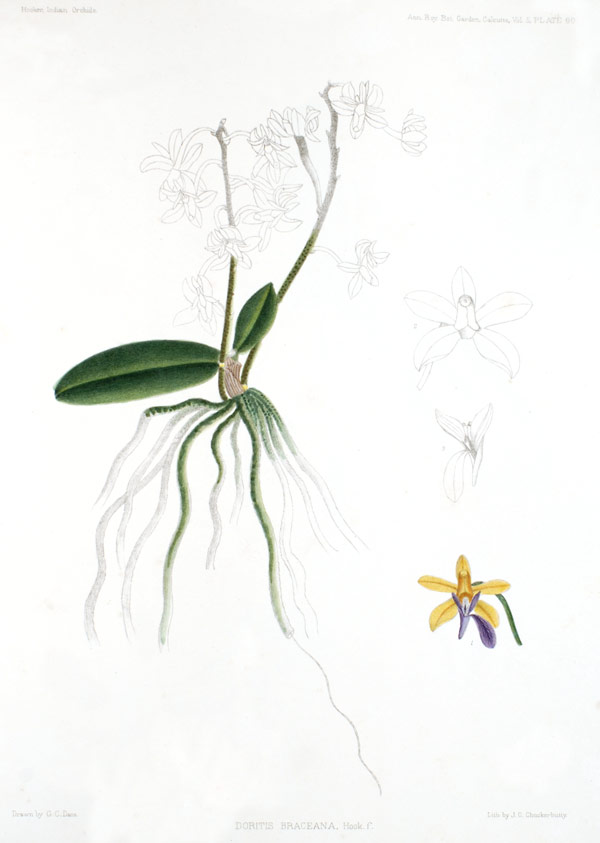
Моноподіальний тип пагона в Phalaenopsis braceana, ботанічна ілюстрація з книги J. D. Hooker; «A Century of Indian Orchids» 1895 р.

Стебло симподіальне наростаюче, трав'янисте, прямостояче, рідко ліаноподібне, яке наростає моноподіально. Звичайно кілька або 1 міжвузля більш-менш сильно потовщується, утворюючи підземну соковиту бульбу або надземний запасаючий орган, так звану псевдобульбу, або туберідій; нерідко стебло видозмінюється до повзучого кореневища, на якому утворюються овальні або сферичні псевдобульби, що складаються з 1 міжвузля і несучі 1-2 апікально розташованих листка.
Коріння численні, розташовані у вузлах пагона, повітряні корені часто покриті веламом.
Листя конволютне або дуплікатне, частіше кондуплікатне, рідше плікатне. Здебільшого розташоване дворядно черепицеподібно, зрідка м'ясисте сукулентне, циліндричне або сочевицеподібне, дуже рідко листя відсутні (асиміляційну функцію виконує зелене стебло).
Суцвіття верхівкове або бічне. Найчастіше малоквіткове, прямостояче або поникле, пухка китиця, але нерідко китиця густа, багатоквіткова або редукована до 1—2 квіток.
Квітки різноманітного забарвлення, від малих до великих, спірально розташовані, різко зигоморфні, більшою частиною ресупінатні. Листочки оцвітини вільні або різним чином зростаються між собою; бічні листочки зовнішнього кола, зростаючись під губою своїми краями, нерідко утворюють подобу широкого шпорца, так званий ментума. 
 Губа різноманітної форми, звичайно несе на своїй поверхні різні вирости. 
 Пиляк прямостоячий тільки на початковій стадії свого розвитку, пізніше він згинається над колонкою, утворюючи на її верхівці подобу того, що легко знімається, як кришечка або ковпачок, так званий оперкулум. 
 Полінії зазвичай щільні, воскоподібні, в числі 2, 4, 6 або 8, пластинчасті або булавоподібні. 
Дзьобик зазвичай невеликий, у вигляді простої платівки відокремлює пильник від рильця. 
Колонка укорочена або витягнута, іноді з боків крилата або з великими апікальними виростами, так званими стелідіямі. 
 Приймочка здебільшого у вигляді увігнутої ямки, незбиране, рідше лопатеві. 
 Зав'язь 1-гніздова, дуже рідко 3-гніздова.
Плід — суха коробочка, дуже рідко плід соковитий ягодоподібний. 
 Насіння дрібні, дуже численні, веретеноподібні.
Хромосоми переважно дрібні, рідше великі, в числі 16—20, 24—32, 36—44, 48, 50, 54—58, 64, 68, 72, 108, 144, 150.

## Походження та еволюція
Бурхливий еволюційний розвиток Epidendroideae почалося в ранньому кайнозої, приблизно 55—60 мільйонів років тому, або раніше.

## Систематика

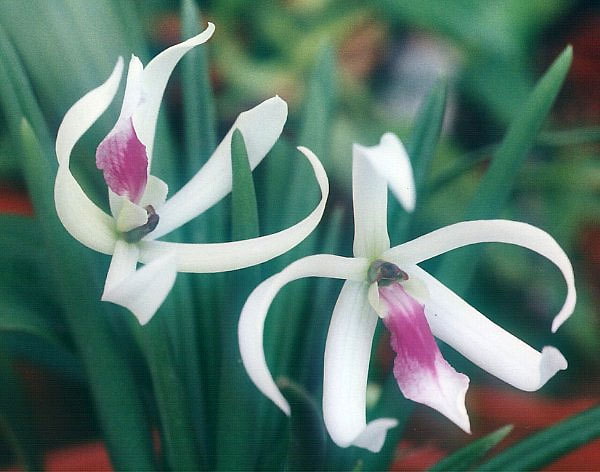
Представник триби Epidendreae Leptotes bicolor

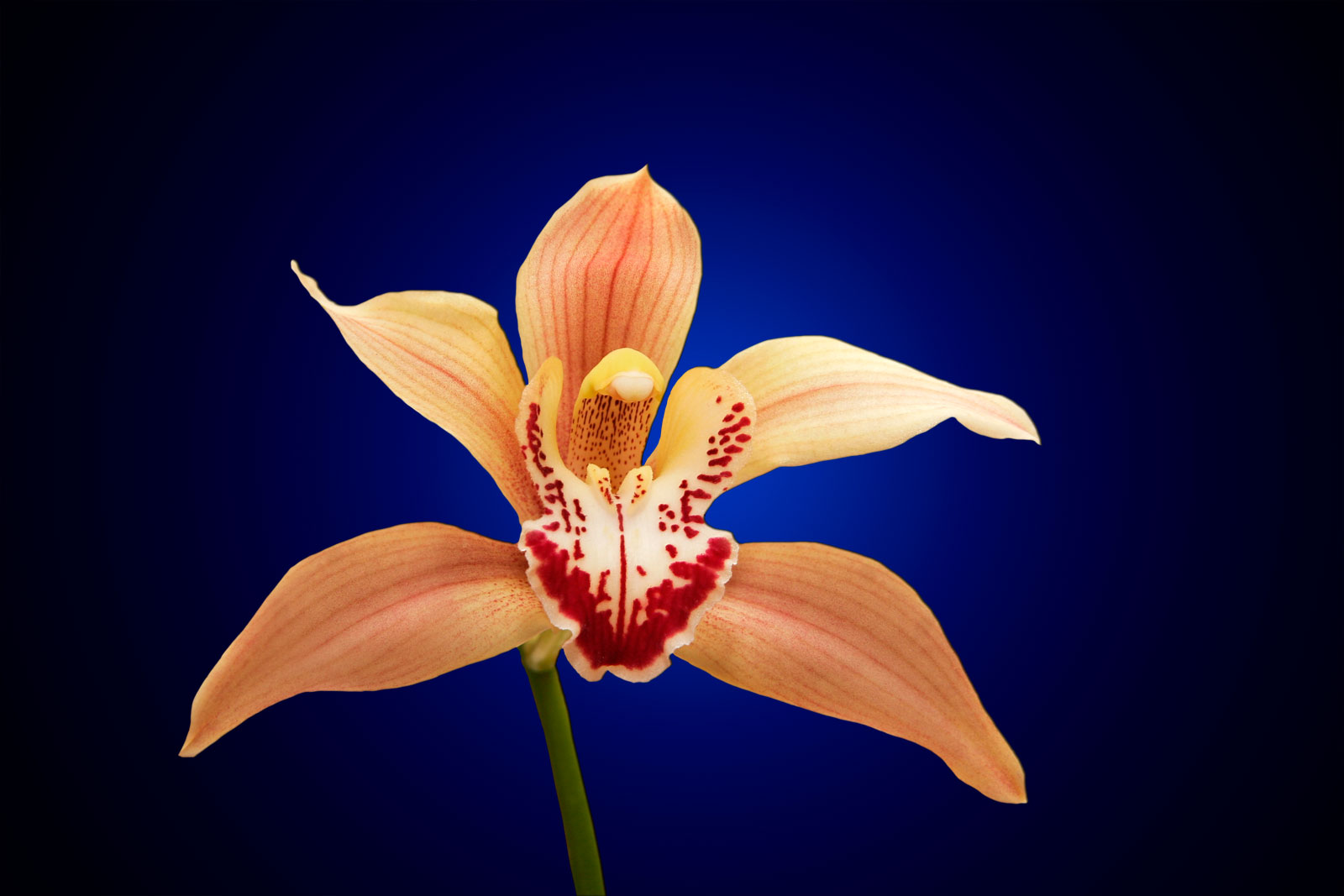
Представник роду Cymbidieae Цимбідіум гібридний

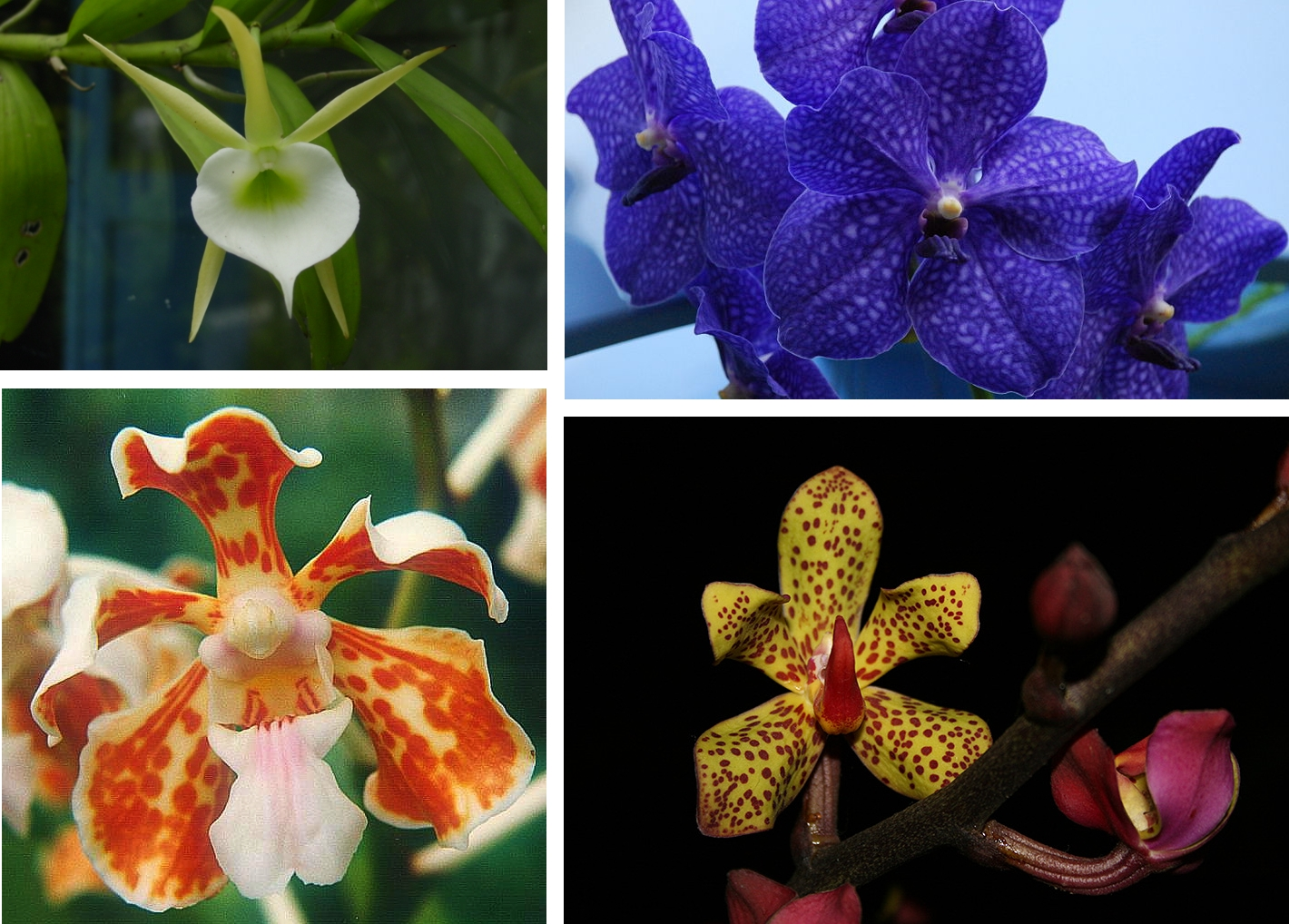
Представники триби Вандові (Vandeae): Angraecum Infundibulare, Vanda Pachara Delight, Vanda Tricolor Insignis, Vanda Lissochiloides.

Погляди систематиків на структуру підродини не устоялися.
За системою американського ботаніка Роберта Дресслера підродина Epidendroideae підрозділяється на 12 триб, що включають близько 90—100 родів і більше 10000 видів:
- Arethuseae
- Calypsoeae
- Cryptarrheneae
- Coelogyneae
- Epidendreae
- Epipogieae
- Gastrodieae
- Malaxideae
- Neottieae
- Podochilaeae
- Tropidieae
- Xerorchideae

За системою запропонованої в 2005 році, підродина включає 16 триб.
- Arethuseae
- Calypsoeae
- Collabieae
- Cymbidieae
- Dendrobieae
- Epidendreae
- Gastrodieae
- Malaxideae
- Neottieae
- Nervilieae
- Podochileae — в тому числі Eria bhutanica
- Sobralieae
- Triphoreae
- Tropidieae (включає 2 роди:Corymborkis,Tropidia)
- Vandeae
- Xerorchideae (включає 1 рід:Xerorchis)

Згідно з однією з останніх публікацій 2006 року підродина Епідендрові підрозділяється на 12 триб іншого складу:
| Назва триби  | Деякі роди                                                   |
| ------------ | ------------------------------------------------------------ |
| Arethuseae   | Coelogyne, Calopogon …                                       |
| Collabieae   |                                                              |
| Calypsoeae   | Calypso                                                      |
| Epidendreae  | Leptotes, Laelia, Isabelia, Epidendrum, Encyclia, Cattleya … |
| Gastrodieae  |                                                              |
| Neottieae    | Listera                                                      |
| Malaxideae   |                                                              |
| Podochileae  |                                                              |
| Triphoreae   |                                                              |
| Tropidieae   |                                                              |
| Sobralieae   |                                                              |
| Xerorchideae | Єдиний рід Xerorchis                                         |

За даними Germplasm Resources Information Network (GRIN) підродина складається з семи триб, які об'єднують понад 600 родів.
У зв'язку з появою нових методів філогенетичних досліджень структура підродини постійно переглядається.